# Muhammad Abd al-Ghani al-Dżamasi
Muhammad Abd al-Ghani al-Dżamasi (ur. 9 września 1921 w Al-Batanun, zm. 7 czerwca 2003 w Kairze) – egipski wojskowy, minister obrony i głównodowodzący sił zbrojnych Egiptu.

## Życiorys
Pochodził z rodziny kupieckiej. W 1939 ukończył studia w Akademii Wojskowej w Kairze, następnie uczył się w szkole sztabu generalnego. W 1965 otrzymał awans na brygadiera. Nie wziął udział w rewolucji egipskiej i nieprzychylnie odnosił się do rządów Gamala Abdel Nasera. Po klęsce Egiptu w wojnie sześciodniowej w 1967 awansował po raz kolejny, by w 1972 zostać szefem operacji armii egipskiej.
W wojnie Jom Kipur był głównym autorem planu działań przeciwko Izraelowi w pierwszych dniach wojny, w tym przekroczenia Kanału Sueskiego. Już w toku działań wojennych został szefem sztabu armii egipskiej, w miejsce Sada asz-Szaziliego (według innych źródeł to on opracował plan przekroczenia kanału i przełamania linii Bar-Lewa). Po podpisaniu zawieszenia broni brał udział w negocjacjach egipsko-izraelskich, w efekcie których 11 listopada 1973 obie strony zgodziły się na wymianę jeńców, zakończenie egipskiej blokady izraelskich statków i utworzenia strefy buforowej nadzorowanej przez siły ONZ (porozumienie 101 kilometra). 18 stycznia 1974 podpisał porozumienie Synaj I (ze strony izraelskiej sygnował je szef sztabu Dawid Elazar). W grudniu tego samego roku wszedł do rządu egipskiego jako minister obrony.
W listopadzie 1977, po ogłoszeniu przez prezydenta Egiptu Anwara as-Sadata zamiarów zawarcia trwałego pokoju z Izraelem, podjął negocjacje w sprawie przyszłego porozumienia z ministrem obrony Izraela Ezerem Weizmanem. Poparł projekt trwałego pokoju wbrew stanowisku części ministrów. W końcu tego samego roku odmówił zgody na udział wojska w tłumieniu rozruchów w Kairze, czego domagał się od niego premier Mamduh Salim; przypomniał wówczas, iż po wojnie Jom Kipur władze Egiptu obiecały, że nigdy nie użyją wojska przeciwko obywatelom kraju.
W 1978 odszedł na własne życzenie z ministerstwa obrony z powodu krytycznego stosunku do treści porozumienia z Camp David. Anwar as-Sadat uczynił go swoim doradcą ds. wojskowych i awansował do stopnia marszałka polowego. W 1980 al-Dżamasi zrezygnował z zajmowanych stanowisk i porzucił wszelką aktywność polityczną.
Otoczony wielkim szacunkiem w krajach arabskich, wyjeżdżał także do Stanów Zjednoczonych i ZSRR. Był wykładowcą i doradcą wojskowym; w czasie wojny iracko-irańskiej doradzał Saddamowi Husajnowi.
Zmarł w 2003 po kilkuletniej chorobie.
Miał dwie córki i syna.